# Schloss Krottorf (Gröningen)

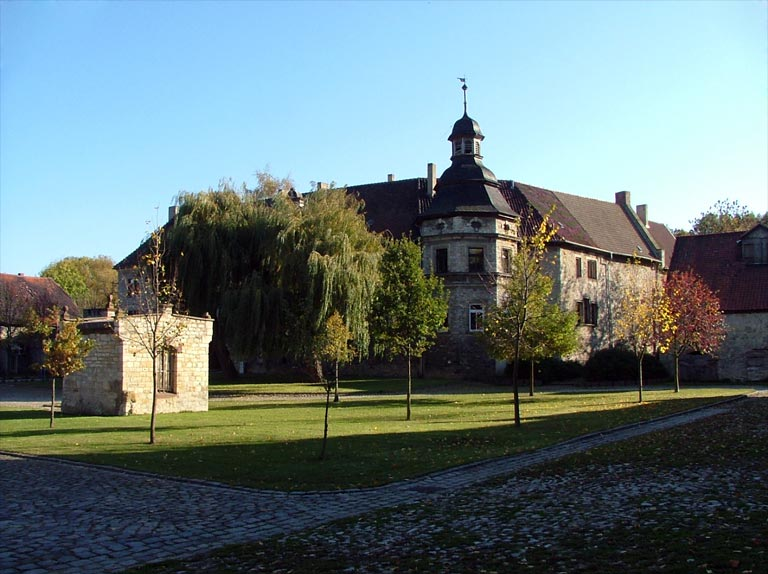
Schloss Krottorf mit Blick auf einen der Türme

Das Schloss Krottorf, auch als Burg Krottorf bezeichnet, ist ein denkmalgeschütztes Bauwerk in Krottorf, einem Ortsteil der Stadt Gröningen im Landkreis Börde in Sachsen-Anhalt. Im örtlichen Denkmalverzeichnis ist das Schloss unter der Erfassungsnummer 094 56308 als Baudenkmal verzeichnet.

## Geschichte
Bei dem Schloss Krottorf handelt es sich um eine Niederungsburg. Sie befand sich viele Jahre im Besitz der Grafen von Reveningen. Nach dem Tod von Otto Graf von Reveningen ging der ganze Besitz der Familie an das Kloster Gottesgnaden in Calbe an der Saale und danach an das Erzbistum Magdeburg. Dieses vergab das Schloss und den Gutsverband Krottorf 1265 als Lehen an die Grafen von Regenstein-Heimburg. Diese ließen das mittlerweile stark vernachlässigte Anwesen restaurieren und erweitern, unter anderem mit zusätzlichen Gräben.
In den folgenden Jahren entwickelten sich die Grafen von Regenstein-Heimburg zusammen mit den Grafen von Anhalt-Bernburg zu einer bedrohlichen Macht für das Hochstift Magdeburg. Der 1324 gewählte Bischof Albrecht II. von Braunschweig-Lüneburg stellte sich der Aufgabe die Landherrschaft des Bischofs nach außen und innen zu sichern. Dies hatte eine offene Feldschlacht zur Folge und die Zerstörung der Burg im Jahr 1349. Auf dem Gelände der Burg wurde danach ein Amt zur bischöflichen Verwaltung eingerichtet. Ab 1514 wurde unter dem Dompropst Balthasar von Neuenstadt ein Renaissanceschloss errichtet, welches 1890 ausgebaut wurde. Durch die Bodenreform in der Sowjetischen Besatzungszone im Jahr 1945 wurden die Eigentümer enteignet. Heute sind im Schloss Wohnungen eingerichtet und ein Teil wird vom Arbeiterwohlfahrt-Kreisverband Börde e.V. genutzt.

## Beschreibung
Beim Schloss Krottorf handelt es sich um eine ehemalige Wasserburganlage mit einer Vor- und einer Hauptburg. Die Anlage war von einem doppelten Wassergraben mit Zwischenwall umgeben, die zu späterer Zeit in eine Gartenanlage umgewandelt wurde. Die fünfeckige Hauptburg bildet den südlichen Teil der Anlage und den nördlichen die rechteckige Vorburg.